# Chapare-Virus
Das Chapare-Virus (CHAV, Art Mammarenavirus chapareense, früher Chapare mammarenavirus) ist ein behülltes Virus mit einer einzelsträngigen, ambisense RNA als Genom, die in zwei geschlossenen Ringen (L- und S-Segment) im Virion vorliegt. Das Virus ist der Erreger eines Hämorrhagischen Fiebers mit einer Inkubationszeit von etwa 14 Tagen. Die Verbreitung des Virus ist noch unklar. Als Überträger dienen wie auch bei den nahe verwandten Viren sehr wahrscheinlich Nagetiere. 2019 wurde erstmals eine Übertragung von Mensch zu Mensch nachgewiesen.

## Taxonomie
Das Chapare-Virus hat auf der Basis von Sequenzvergleichen eine große Nähe zu folgenden Spezies in der Gattung Mammarenavirus:
- Machupo-Virus (Spezies Mammarenavirus machupoense, früher Machupo mammarenavirus)
- Guanarito-Virus (Spezies Mammarenavirus guanaritoense, früher Guanarito mammarenavirus)
- Latino-Virus (Spezies Mammarenavirus latinum, früher Latino mammarenavirus)
- Sabiá-Virus (Spezies Mammarenavirus brazilense, früher Brazilian mammarenavirus)

Diese gehören innerhalb dieser Gattung alle wie das Chapare-Virus  selbst zum so genannten „Tacaribe-Komplex“ der Neuwelt-Arenaviren.

## Entdeckungsgeschichte
Das Chapare-Virus wurde 2008 erstmals beschrieben. Es fand sich zuerst im Blutserum eines Patienten, der während einer Häufung von Fällen eines schweren hämorrhagischen Fiebers, das im Dezember 2003 und Januar 2004 in der bolivianischen Provinz Chapare auftrat, verstarb. Das Virus wurde zunächst serologisch Mitglied der Gattung Arenavirus (heutige Bezeichnung: Mammarenavirus) identifiziert und die Genomsequenz konnte aufgeklärt werden. Bei einem weiteren überlebenden Patienten des lokalen Ausbruches konnte das Chapare-Virus dann ebenfalls nachgewiesen werden.